# 正しい結婚
『正しい結婚』（ただしいけっこん）は、東海テレビ制作・フジテレビ系列で、1993年1月4日から4月2日までに放送された昼の帯ドラマである。

## キャスト
- 谷川亜紀子：藤吉久美子[1]
- 篠原健：船越英一郎[1]
- 山崎香：川島なお美[1]
- 村上祐二：石田登星
- 谷川朗：塚本信夫
- 谷川文子：長内美那子
- 谷川由里子：森下桂（現:森下涼子）
- 神興大介：坂本あきら
- 麻生潤也
- 内山森彦

## スタッフ
- 演出 - 小野俊和
- プロデューサー - 小野俊和、針生宏、三井孝俊、宇野博之
- 脚本 - 吉村ゆう[1]
- 音楽 - coba
- 制作著作 - 東海テレビ放送[1]、東宝

## 主題歌
- 『僕がどんなに君を好きか、君は知らない』
  - 作詞：芹沢類 / 作曲：楠瀬誠志郎 / 編曲：山本健司 / 歌：郷ひろみ
  - レーベル：ソニーレコード（現・ソニー・ミュージックレコーズ）

## その他
- 放映期間中の1993年3月31日（水曜日）をもって、山形テレビがフジテレビ系列から離脱することになっていたため、3月31日分の同局は同時ネット放送後、引き続き当時のフジテレビ系列ではローカル枠の14:00-15:00に、最後の2話分を制作局の東海テレビをはじめ（1993年4月1日時点の）フジテレビ系列局から先行して放送した。山形テレビの当日の番組表では本番組は1時間30分番組扱いかつ最終回扱いであった[2]。